# Tour Down Under 2020
De Tour Down Under 2020 werd verreden van 21 tot en met 26 januari in Australië. Het was de tweeëntwintigste editie van deze meerdaagse etappekoers. De ronde was de eerste wedstrijd op de UCI World Tour 2020-kalender. De titelhouder Daryl Impey werd opgevolgd door thuisrijder Richie Porte.

## Deelnemende ploegen
De negentien UCI World Tour-teams van dit seizoen plus het Team UniSA-Australia, een nationale selectie, starten met zeven renners per team wat het deelnemersveld op 140 brengt.

## Etappe-overzicht
| Etappe | Datum      | Start        | Finish        | Afstand  | Type       | Winnaar         | Klassementsleider |
| ------ | ---------- | ------------ | ------------- | -------- | ---------- | --------------- | ----------------- |
| 1e     | 21 januari | Tanunda      | Tanunda       | 150 km   | Vlakke rit | Sam Bennett     | Sam Bennett       |
| 2e     | 22 januari | Woodside     | Stirling      | 135,8 km | Heuvelrit  | Caleb Ewan      | Caleb Ewan        |
| 3e     | 23 januari | Unley        | Paracombe     | 131,0 km | Heuvelrit  | Richie Porte    | Richie Porte      |
| 4e     | 24 januari | Norwood      | Murray Bridge | 152,8 km | Vlakke rit | Caleb Ewan      | Richie Porte      |
| 5e     | 25 januari | Glenelg      | Victor Harbor | 149,1 km | Heuvelrit  | Giacomo Nizzolo | Daryl Impey       |
| 6e     | 26 januari | McLaren Vale | Willunga Hill | 151,5 km | Heuvelrit  | Matthew Holmes  | Richie Porte      |

## Etappe-uitslagen

### 1e etappe
| Tanunda - Tanunda (150,0 km) |                      |                        |          |
| Plaats                       | Naam                 | Ploeg                  | Tijd     |
| Winnaar                      | Sam Bennett          | Deceuninck–Quick-Step  | 3u28'54" |
| 2                            | Jasper Philipsen     | UAE Team Emirates      | z.t.     |
| 3                            | Erik Baška           | BORA-hansgrohe         | z.t.     |
| 4                            | Elia Viviani         | Cofidis                | z.t.     |
| 5                            | André Greipel        | Israel Start-Up Nation | z.t.     |
| 6                            | Kristoffer Halvorsen | EF Education First     | z.t.     |
| 7                            | Caleb Ewan           | Lotto Soudal           | z.t.     |
| 8                            | Marc Sarreau         | Groupama-FDJ           | z.t.     |
| 9                            | Sam Welsford         | UniSA-Australia        | z.t.     |
| 10                           | Alberto Dainese      | Team Sunweb            | z.t.     |
|                              |                      |                        |          |
| 28                           | Taco van der Hoorn   | Team Jumbo-Visma       | z.t.     |

| Algemeen klassement |                    |                       |          |
| Plaats              | Naam               | Ploeg                 | Tijd     |
| Oranje trui         | Sam Bennett        | Deceuninck–Quick-Step | 3u28'44" |
| 2                   | Jasper Philipsen   | UAE Team Emirates     | + 4"     |
| 3                   | Erik Baška         | BORA-hansgrohe        | + 6"     |
| 4                   | Daryl Impey        | Mitchelton-Scott      | + 7"     |
| 5                   | Jarrad Drizners    | UniSA-Australia       | z.t.     |
| 6                   | Chris Lawless      | Team INEOS            | + 8"     |
| 7                   | Dylan Sunderland   | NTT Pro Cycling       | z.t.     |
| 8                   | Nathan Haas        | Cofidis               | + 9"     |
| 9                   | Michael Storer     | Team Sunweb           | z.t.     |
| 10                  | Elia Viviani       | Cofidis               | + 10"    |
|                     |                    |                       |          |
| 32                  | Taco van der Hoorn | Team Jumbo-Visma      | z.t.     |

### 2e etappe
| Woodside - Stirling (135,8 km) |                   |                   |          |
| Plaats                         | Naam              | Ploeg             | Tijd     |
| Winnaar                        | Caleb Ewan        | Lotto Soudal      | 3u27'31" |
| 2                              | Daryl Impey       | Mitchelton-Scott  | z.t.     |
| 3                              | Nathan Haas       | Cofidis           | z.t.     |
| 4                              | Jasper Philipsen  | UAE Team Emirates | z.t.     |
| 5                              | Fabio Felline     | Astana Pro Team   | z.t.     |
| 6                              | Andrea Vendrame   | AG2R La Mondiale  | z.t.     |
| 7                              | Timo Roosen       | Team Jumbo-Visma  | z.t.     |
| 8                              | Luis León Sánchez | Astana Pro Team   | z.t.     |
| 9                              | Diego Ulissi      | UAE Team Emirates | z.t.     |
| 10                             | George Bennett    | Team Jumbo-Visma  | z.t.     |

| Algemeen klassement |                  |                       |          |
| Plaats              | Naam             | Ploeg                 | Tijd     |
| Oranje trui         | Caleb Ewan       | Lotto Soudal          | 6u56'15" |
| 2                   | Sam Bennett      | Deceuninck–Quick-Step | z.t.     |
| 3                   | Daryl Impey      | Mitchelton-Scott      | + 1"     |
| 4                   | Jasper Philipsen | UAE Team Emirates     | + 4"     |
| 5                   | Nathan Haas      | Cofidis               | + 5"     |
| 6                   | Jarrad Drizners  | UniSA-Australia       | + 7"     |
| 7                   | Dylan Sunderland | NTT Pro Cycling       | + 8"     |
| 8                   | Chris Lawless    | Team INEOS            | z.t.     |
| 9                   | Jay McCarthy     | BORA-hansgrohe        | z.t.     |
| 10                  | George Bennett   | Team Jumbo-Visma      | + 9"     |
|                     |                  |                       |          |
| 36                  | Timo Roosen      | Team Jumbo-Visma      | + 10"    |

### 3e etappe
| Unley - Paracombe (131,0 km) |                  |                       |          |
| Plaats                       | Naam             | Ploeg                 | Tijd     |
| Winnaar                      | Richie Porte     | Trek-Segafredo        | 3u14'09" |
| 2                            | Robert Power     | Team Sunweb           | + 5"     |
| 3                            | Simon Yates      | Mitchelton-Scott      | z.t.     |
| 4                            | Rohan Dennis     | Team INEOS            | z.t.     |
| 5                            | Diego Ulissi     | UAE Team Emirates     | z.t.     |
| 6                            | Daryl Impey      | Mitchelton-Scott      | z.t.     |
| 7                            | Dylan van Baarle | Team INEOS            | z.t.     |
| 8                            | Simon Geschke    | CCC Team              | z.t.     |
| 9                            | George Bennett   | Team Jumbo-Visma      | z.t.     |
| 10                           | Lucas Hamilton   | Mitchelton-Scott      | + 13"    |
|                              |                  |                       |          |
| 13                           | Dries Devenyns   | Deceuninck–Quick-Step | + 15"    |

| Algemeen klassement |                  |                       |           |
| Plaats              | Naam             | Ploeg                 | Tijd      |
| Oranje trui         | Richie Porte     | Trek-Segafredo        | 10u10'24" |
| 2                   | Daryl Impey      | Mitchelton-Scott      | + 6"      |
| 3                   | Robert Power     | Team Sunweb           | + 9"      |
| 4                   | Simon Yates      | Mitchelton-Scott      | + 11"     |
| 5                   | George Bennett   | Team Jumbo-Visma      | + 14"     |
| 6                   | Diego Ulissi     | UAE Team Emirates     | + 15"     |
| 7                   | Simon Geschke    | CCC Team              | z.t.      |
| 8                   | Rohan Dennis     | Team INEOS            | z.t.      |
| 9                   | Dylan van Baarle | Team INEOS            | z.t.      |
| 10                  | Lucas Hamilton   | Mitchelton-Scott      | + 23"     |
|                     |                  |                       |           |
| 13                  | Dries Devenyns   | Deceuninck–Quick-Step | + 25"     |

### 4e etappe
| Norwood - Murray Bridge (152,8 km) |                  |                        |          |
| Plaats                             | Naam             | Ploeg                  | Tijd     |
| Winnaar                            | Caleb Ewan       | Lotto Soudal           | 3u29'08" |
| 2                                  | Sam Bennett      | Deceuninck–Quick-Step  | z.t.     |
| 3                                  | Jasper Philipsen | UAE Team Emirates      | z.t.     |
| 4                                  | André Greipel    | Israel Start-Up Nation | z.t.     |
| 5                                  | Alberto Dainese  | Team Sunweb            | z.t.     |
| 6                                  | Martin Laas      | BORA-hansgrohe         | z.t.     |
| 7                                  | Giacomo Nizzolo  | NTT Pro Cycling        | z.t.     |
| 8                                  | Erik Baška       | BORA-hansgrohe         | z.t.     |
| 9                                  | Marc Sarreau     | Groupama-FDJ           | z.t.     |
| 10                                 | Michael Mørkøv   | Deceuninck–Quick-Step  | z.t.     |
|                                    |                  |                        |          |
| 16                                 | Timo Roosen      | Team Jumbo-Visma       | z.t.     |

| Algemeen klassement |                  |                       |           |
| Plaats              | Naam             | Ploeg                 | Tijd      |
| Oranje trui         | Richie Porte     | Trek-Segafredo        | 13u39'32" |
| 2                   | Daryl Impey      | Mitchelton-Scott      | + 3"      |
| 3                   | Robert Power     | Team Sunweb           | + 8"      |
| 4                   | Simon Yates      | Mitchelton-Scott      | + 11"     |
| 5                   | George Bennett   | Team Jumbo-Visma      | + 14"     |
| 6                   | Diego Ulissi     | UAE Team Emirates     | + 15"     |
| 7                   | Simon Geschke    | CCC Team              | z.t.      |
| 8                   | Rohan Dennis     | Team INEOS            | z.t.      |
| 9                   | Dylan van Baarle | Team INEOS            | z.t.      |
| 10                  | Lucas Hamilton   | Mitchelton-Scott      | + 23"     |
|                     |                  |                       |           |
| 12                  | Dries Devenyns   | Deceuninck–Quick-Step | + 25"     |

### 5e etappe
| Glenelg - Victor Harbor (149,1 km) |                      |                        |          |
| Plaats                             | Naam                 | Ploeg                  | Tijd     |
| Winnaar                            | Giacomo Nizzolo      | NTT Pro Cycling        | 3u32'45" |
| 2                                  | Simone Consonni      | Cofidis                | z.t.     |
| 3                                  | Sam Bennett          | Deceuninck–Quick-Step  | z.t.     |
| 4                                  | Michael Mørkøv       | Deceuninck–Quick-Step  | z.t.     |
| 5                                  | Jasper Philipsen     | UAE Team Emirates      | z.t.     |
| 6                                  | André Greipel        | Israel Start-Up Nation | z.t.     |
| 7                                  | Kristoffer Halvorsen | EF Education First     | z.t.     |
| 8                                  | Caleb Ewan           | Lotto Soudal           | z.t.     |
| 9                                  | Fabio Felline        | Astana Pro Team        | z.t.     |
| 10                                 | Daryl Impey          | Mitchelton-Scott       | z.t.     |
|                                    |                      |                        |          |
| 13                                 | Dylan van Baarle     | Team INEOS             | z.t.     |

| Algemeen klassement |                  |                       |           |
| Plaats              | Naam             | Ploeg                 | Tijd      |
| Oranje trui         | Daryl Impey      | Mitchelton-Scott      | 17u12'15" |
| 2                   | Richie Porte     | Trek-Segafredo        | + 2"      |
| 3                   | Robert Power     | Team Sunweb           | + 9"      |
| 4                   | Simon Yates      | Mitchelton-Scott      | + 13"     |
| 5                   | George Bennett   | Team Jumbo-Visma      | + 16"     |
| 6                   | Diego Ulissi     | UAE Team Emirates     | + 17"     |
| 7                   | Simon Geschke    | CCC Team              | z.t.      |
| 8                   | Rohan Dennis     | Team INEOS            | z.t.      |
| 9                   | Dylan van Baarle | Team INEOS            | z.t.      |
| 10                  | Lucas Hamilton   | Mitchelton-Scott      | + 25"     |
|                     |                  |                       |           |
| 12                  | Dries Devenyns   | Deceuninck–Quick-Step | + 27"     |

### 6e etappe
| McLaren Vale - Willunga Hill (151,5 km) |                  |                       |          |
| Plaats                                  | Naam             | Ploeg                 | Tijd     |
| Winnaar                                 | Matthew Holmes   | Lotto Soudal          | 3u24'54" |
| 2                                       | Richie Porte     | Trek-Segafredo        | + 3"     |
| 3                                       | Manuele Boaro    | Astana Pro Team       | + 4"     |
| 4                                       | Bruno Armirail   | Groupama-FDJ          | + 7"     |
| 5                                       | Michael Storer   | Team Sunweb           | z.t.     |
| 6                                       | Diego Ulissi     | UAE Team Emirates     | z.t.     |
| 7                                       | Simon Geschke    | CCC Team              | z.t.     |
| 8                                       | Rohan Dennis     | Team INEOS            | z.t.     |
| 9                                       | Dylan van Baarle | Team INEOS            | z.t.     |
| 10                                      | Simon Yates      | Mitchelton-Scott      | + 23"    |
|                                         |                  |                       |          |
| 19                                      | Dries Devenyns   | Deceuninck–Quick-Step | + 29"    |

## Klassementsleiders na elke etappe
| Etappe | Winnaar         | Algemeen klassement · | Sprintklassement · | Bergklassement · | Jongerenklassement · | Ploegenklassement | Strijdlust        |
| ------ | --------------- | --------------------- | ------------------ | ---------------- | -------------------- | ----------------- | ----------------- |
| 1      | Sam Bennett     | Sam Bennett           | Sam Bennett        | Jarrad Drizners  | Jasper Philipsen     | UAE Team Emirates | Joey Rosskopf     |
| 2      | Caleb Ewan      | Caleb Ewan            | Jasper Philipsen   | Joey Rosskopf    | Jasper Philipsen     | UAE Team Emirates | Laurens De Vreese |
| 3      | Richie Porte    | Richie Porte          | Daryl Impey        | Joey Rosskopf    | Pavel Sivakov        | Mitchelton-Scott  | Miles Scotson     |
| 4      | Caleb Ewan      | Richie Porte          | Jasper Philipsen   | Joey Rosskopf    | Pavel Sivakov        | Mitchelton-Scott  | Laurens De Vreese |
| 5      | Giacomo Nizzolo | Daryl Impey           | Jasper Philipsen   | Joey Rosskopf    | Pavel Sivakov        | Mitchelton-Scott  |                   |
| 6      | Matthew Holmes  | Richie Porte          | Jasper Philipsen   | Joey Rosskopf    | Pavel Sivakov        | Team INEOS        |                   |

## Eindklassementen
| Algemeen klassement |                     |                       |           |
| Plaats              | Naam                | Ploeg                 | Tijd      |
| Oranje trui         | Richie Porte        | Trek-Segafredo        | 20u37'08" |
| 2                   | Diego Ulissi        | UAE Team Emirates     | + 25"     |
| 3                   | Simon Geschke       | CCC Team              | z.t.      |
| 4                   | Rohan Dennis        | Team INEOS            | z.t.      |
| 5                   | Dylan van Baarle    | Team INEOS            | z.t.      |
| 6                   | Daryl Impey         | Mitchelton-Scott      | + 30"     |
| 7                   | Simon Yates         | Mitchelton-Scott      | + 37"     |
| 8                   | George Bennett      | Team Jumbo-Visma      | + 46"     |
| 9                   | Lucas Hamilton      | Mitchelton-Scott      | + 52"     |
| 10                  | Hermann Pernsteiner | BORA-hansgrohe        | + 54"     |
|                     |                     |                       |           |
| 12                  | Dries Devenyns      | Deceuninck–Quick-Step | + 57"     |

| Plaats      | Naam             | Ploeg             | Punten |
| ----------- | ---------------- | ----------------- | ------ |
| Groene trui | Jasper Philipsen | UAE Team Emirates | 63     |
| 2           | Daryl Impey      | Mitchelton-Scott  | 48     |
| 3           | Caleb Ewan       | Lotto Soudal      | 47     |
|             |                  |                   |        |
| 18          | Dylan van Baarle | Team INEOS        | 16     |

| Plaats                | Naam             | Ploeg          | Punten |
| --------------------- | ---------------- | -------------- | ------ |
| Bolletjestrui (blauw) | Joey Rosskopf    | CCC Team       | 51     |
| 2                     | Richie Porte     | Trek-Segafredo | 38     |
| 3                     | Bruno Armirail   | Groupama-FDJ   | 18     |
|                       |                  |                |        |
| 20                    | Dylan van Baarle | Team INEOS     | 2      |

| Plaats     | Naam              | Ploeg             | Tijd      |
| ---------- | ----------------- | ----------------- | --------- |
| Witte trui | Pavel Sivakov     | Team INEOS        | 20u38'13" |
| 2          | Santiago Buitrago | Bahrain McLaren   | + 15"     |
| 3          | Jarrad Drizners   | UniSA-Australia   | + 31"     |
|            |                   |                   |           |
| 11         | Jasper Philipsen  | UAE Team Emirates | + 12'34"  |
| 15         | Ide Schelling     | BORA-hansgrohe    | + 21'34"  |

## Vrouwen
De Santos Women's Tour Down Under was aan zijn negende editie toe, waarvan de vijfde keer als meerdaagse wedstrijd. Deze editie werd verreden van 16 tot 19 januari. De slotetappe viel samen met de Down Under Classic, een criterium voor mannen voorafgaand aan hun Tour Down Under. De Australische Amanda Spratt won de afgelopen drie edities en werd opgevolgd door de Amerikaanse Ruth Winder.
| Etappe         | Winnares         | Algemeen klassement | Bergklassement | Puntenklassement       | Jongerenklassement |
| -------------- | ---------------- | ------------------- | -------------- | ---------------------- | ------------------ |
| 1              | Chloe Hosking    | Chloe Hosking       | Chloe Hosking  | Marieke van Witzenburg | Juliette Labous    |
| 2              | Amanda Spratt    | Amanda Spratt       | Leah Kirchmann | Liane Lippert          | Liane Lippert      |
| 3              | Ruth Winder      | Ruth Winder         | Liane Lippert  | Leah Kirchmann         | Liane Lippert      |
| 4              | Simona Frapporti | Ruth Winder         | Liane Lippert  | Leah Kirchmann         | Liane Lippert      |
| Eindklassement | Eindklassement   | Ruth Winder         | Liane Lippert  | Leah Kirchmann         | Liane Lippert      |

1999 · 
2000 · 
2001 · 
2002 · 
2003 · 
2004 · 
2005 · 
2006 · 
2007 · 
2008 · 
2009 · 
2010 · 
2011 · 
2012 · 
2013 · 
2014 · 
2015 · 
2016 · 
2017 · 
2018 · 
2019 · 
2020  · 
2021-2022 · 
2023 · 2024 · 2025
Tour Down Under ·
Great Ocean Road Race ·
Ronde van de Verenigde Arabische Emiraten ·
Omloop Het Nieuwsblad ·
Parijs-Nice · 
Strade Bianche ·
Ronde van Polen ·
Milaan-San Remo ·
Ronde van Lombardije ·
Critérium du Dauphiné ·
Bretagne Classic ·
Ronde van Frankrijk ·
Tirreno-Adriatico · 
BinckBank Tour ·
Waalse Pijl ·
Ronde van Italië ·
Luik-Bastenaken-Luik ·
Gent-Wevelgem ·
Ronde van Vlaanderen ·
Ronde van Spanje ·
Driedaagse Brugge-De Panne

afgelaste wedstrijden: Parijs-Roubaix ·
Ronde van Guangxi ·
Ronde van Catalonië ·
E3 BinckBank Classic ·
Dwars door Vlaanderen ·
Ronde van het Baskenland ·
Eschborn-Frankfurt ·
Ronde van Romandië ·
Ronde van Zwitserland ·
Clásica San Sebastián ·
RideLondon Classic ·
EuroEyes Cyclassics ·
GP Quebec ·
GP Montreal ·
Amstel Gold Race
Tour Down Under · 
Nokere Koerse · 
Healthy Ageing Tour · 
Festival Elsy Jacobs · 
Ronde van Burgos · 
Ronde van Thüringen#Vrouwen · 
Clásica San Sebastián · 
Ronde van Emilia ·